# Oxilus gazella
Oxilus gazella är en skalbaggsart som först beskrevs av Jordan 1903.  Oxilus gazella ingår i släktet Oxilus och familjen långhorningar. Inga underarter finns listade i Catalogue of Life.